# بدهی عشق
بدهی عشق (به هندی: Pyar Ka Karz) فیلمی محصول سال ۱۹۹۰ و به کارگردانی کی. باپایا است. در این فیلم بازیگرانی همچون میتون چاکرابورتی، درمندرا، شاکتی کاپور، آسرانی، راضا مراد، قادرخان، میناکشی سشادری، نیلم کوتهاری، آریونا ایرانی ایفای نقش کرده‌اند.